# Азнакаево (Бакалинский район)
Азнака́ево, также  Азнакаева — упраздненный в 1986 году поселок Бузюровского сельсовета Бакалинского района Башкирской АССР.

## История
В 1952 году — поселок Азнакаева, входящий в Бузюровский сельсовет, в 18 км от райцентра с. Бакалы, в 4 км от центра сельсовета — с. Бузюрово и в 67 км от железнодорожной станции Туймазы.
Исключен из учетных данных Указом Президиума ВС Башкирской АССР от 12.12.1986 N 6-2/396 «Об исключении из учетных данных некоторых населенных пунктов»).

## География
Располагалась на р. Юлдузка. 
Абсолютная высота 183  метра над уровня моря
.